# Fættenfjorden
Fættenfjorden er en ca. 2 km lang fjordarm af Åsenfjorden i Trondheimsfjorden i Trøndelag fylke i Norge. Fættenfjorden skiller den sydlige del af Åsen i vest fra Langstein og Skatval i øst. Europavej E6 følger hele Fættenfjordens østlige bred. Inderst i fjorden ligger Fætten og Vuddudalen, som regnes til Åsen sogn og Levanger kommune. Navnet Fætten kommer fra norrønt fit, «flad, frodig eng ved vand».
Det tyske slagskib «Tirpitz» lå opankret  i Fættenfjorden med 2.600 mand fra januar 1942 til oktober 1943 under den anden verdenskrig. Royal Air Force gennemførte fire mislykkede angreb mod skibet, hvor de mistede i alt 12 bombefly. I 1985 blev der rejst et mindesmærke i Fætten over de allierede mandskaber som faldt i aktionerne i Fættenfjorden, og de nordmænd som risikerede livet for at hjælpe. Monumentet er synlig fra Europavej 6.